# ناتان اتریج
ناتان اتریج (انگلیسی: Nathan Outteridge؛ زادهٔ ۲۸ ژانویهٔ ۱۹۸۶) قایقران قایق بادبانی اهل استرالیا است.